# Stangeia
Stangeia là một chi bướm đêm thuộc họ Pterophoridae.

## Các loài
- Stangeia distantia Clarke, 1986
- Stangeia rapae Clarke, 1971
- Stangeia siceliota (Zeller, 1847)
- Stangeia xerodes (Meyrick, 1886)